# Aktion K
Aktion K (tschechisch Akce K, slowakisch Akcia K), abgeleitet von Aktion Kloster (tschechisch Akce kláštery, slowakisch Akcia kláštory) war im Jahr 1950 eine Aktion der KPTsch-Machthaber in der Tschechoslowakei gegen die Römisch-katholische Kirche, vor allem deren Orden und Klöster.

## Vorgeschichte
Bereits nach dem Februarumsturz 1948 wurden die ersten Repressionen der Kommunisten unter deren erstem Staatspräsidenten Klement Gottwald als Gegner der Römisch-katholischen Kirche vor allem für die katholischen Lehrer und deren Schüler spürbar. Auf dem Gebiet der Tschechoslowakei bekannten sich damals etwa 60–70 % offiziell zum katholischen Glauben. Nicht so spürbar waren diese Aktionen für die Mitglieder der Protestanten und der Tschechoslowakischen Hussitischen Kirche, die etwa 900.000 Menschen umfassten, da diese eher mit den Kommunisten kollaborierten.
Die Kampfansage von Gottwald lautete:

„Los von Rom und hin zu einer Nationalkirche. Wir müssen die Kirche neutralisieren und in unsere Hände bekommen, damit sie dem Regime dient“

Die Kommunisten hofften, die Geistlichen ohne Gewalt auf ihre Seite ziehen zu können. Dazu wurde von parteitreuen Laien die Katholische Aktion gegründet, die die Kirchenorganisation von innen zersetzen sollte. Ein erbitterter Gegner war der erst 1946 zum Erzbischof von Prag ernannte Josef Beran. Mit einem Hirtenbrief weigerte er sich, die Kirche dem kommunistischen Regime zu unterwerfen. Deshalb wurde er 1949 verhaftet.
Der Vatikan reagierte darauf mit einer Exkommunikation der Mitglieder der Katholischen Aktion sowie der Katholiken unter den Parteimitgliedern.

## Aktion K 1950
Der erste Teil der Aktion Kloster, der sich gegen die Männerklöster richtete, wurde in der Nacht von 13. auf 14. April 1950 durchgeführt. Auf Grund der Brutalität wird diese Nacht auch als Tschechoslowakische Bartholomäusnacht bezeichnet. Unter Aufsicht der Staatsicherheitsbehörde (Státní bezpečnost) schlugen die Tschechoslowakische Volksarmee und die Volksmiliz ein zweites Mal in der Nacht vom 27. auf 28. April zu. Nach Angaben der Tschechischen Bischofskonferenz wurden damals insgesamt 247 Männerklöster liquidiert. Die rund 2500 Mönche, die in diesen Klöstern lebten, wurden alle verhaftet.
In einer dritten Etappe wurden noch im Herbst desselben Jahres 670 Frauenklöster mit rund 11.900 Ordensschwestern aufgelöst und die Klöster enteignet. Die Ordensschwestern, die nicht im sozialen Bereich eingesetzt waren, wurden ab 1950 im ostböhmischen Bílá Voda im Reichensteiner Gebirge interniert.

## Folgen der Aktion
Durch die Verfolgung der Männerorden wurden diese großteils so stark dezimiert, dass sich die Orden nach der Samtenen Revolution 1989 nicht mehr aus eigener Kraft erholen konnten. Die Dezimierung der Frauenorden, deren Ordensschwestern zunächst in großer Anzahl im sozialen Bereich und im Gesundheitswesen arbeiten durften, bewirkte Probleme in der Gesundheitsversorgung, sodass diesen ein teilweises Weiterarbeiten erlaubt wurde.
Auch im Prager Frühling 1968 bekamen die Orden vorübergehend mehr Rechte, die aber nach der Niederschlagung wieder verloren wurden.